# Михаил Доливо-Доброволски
Михаѝл О̀сипович Долѝво-Доброво̀лски (на руски: Михаи́л О́сипович Доли́во-Доброво́льский; на немски: Michail von Dolivo-Dobrowolsky или Michail Ossipowitsch Doliwo-Dobrowolski; 2 януари [стар стил 21 декември 1861] 1862 г. – 15 ноември [стар стил 3 ноември] 1919 г.) е роден в Руската империя електроинженер и изобретател от полско-руски произход, работил в Германската империя, а също и в Швейцария.
След като учи в Германия, започва работа в Берлин за Allgemeine Elektricitäts-Gesellschaft (AEG). Там той става един от основателите (другите са Никола Тесла, Галилео Ферарис и Йонас Венстрьом) на многофазни електрически системи, разработвайки трифазния електрически генератор и трифазен електрически двигател (1888 г.), а също изучава свързванията „звезда“ и „триъгълник“. Триумфът на трифазната система е показан в Европа на Международното електротехническо изложение през 1891 г., където Доливо-Доброволски използва тази система за предаване на електрическа енергия на разстояние 176 km със 75% ефективност. През 1891 г. той също създава трифазен трансформатор и асинхронен двигател с ротор накъсо (кафезен ротор). Той проектира първата в света трифазна водноелектрическа централа през 1891 г.

## Биография
Михаил Доливо-Доброволски е син на руския държавен служител и земевладелец от полски произход Йосиф Флорович Доливо-Доброволски и Олга Михайловна Евреинова, която е от старо руско дворянско семейство. Роден е в Гатчина близо до Санкт Петербург. Прекарва училищните си дни в Одеса, където баща му е преместен през 1872 г. След средното училище той отива на 16-годишна възраст в Рижката политехника, колеж, основан от балтийски немци, в която се преподава на немски език. В края на 1870-те години в Русия, след поредица от опити за убийство и накрая убийството на цар Александър II през 1881 г., избухва вълна от антиполски репресии, при които всички прогресивно ориентирани студенти са изгонени от този университет, което е равносилно на забрана за обучение в цяла Русия. Сред тях е и Доливо-Доброволски. След изключването му от университета той напуска родината си през 1883 г. и заминава за Германия.
Учи в първата в света катедра по електроинженерство, в Техническия университет на Дармщат в Германската империя, Велико херцогство Хесен от 1883 до 1884 г. От 1885 до 1887 г. той става един от първите асистенти на проф. Ерасмус Китлер, немски учен физик, пионер на електротехниката. Там той публикува няколко по-малки публикации, в които описва два изобретения в областта на електрохимията (едно от тях е свързано с топливните елементи), и е в тесен контакт с Карл Херинг, електроинженер от САЩ и първи асистент на Китлер. Завършва обучението си без да получи инженерна диплома.
След първите изобретения Доливо-Доброволски продължава изследванията си в областта на силнотоковата техника, като изобретява фазометъра през 1892 г. и феродинамичния ватметър през 1909 г. Той публикува статии и изнася множество лекции. От 1903 до 1907 г. той се посвещава на научна работа в Лозана, където през 1906 г. придобива швейцарско гражданство с цялото си семейство. След завръщането си в Берлин той продължава работата си в AEG и през 1909 г. става технически директор на фабриката за апарати. На 24 октомври 1911 г. той получава почетна докторска степен от Дармщатския университет, чиято сграда Dolivo днес носи неговото име. През живота си Доливо-Доброволски получава над 60 патента.
Доливо-Доброволски умира през 1919 г. от тежко сърдечно заболяване в академичната болница в Хайделберг, в която лекар е синът му Димитрий. Погребан е в горското гробище на Дармщат. В центъра на град Дармщат през 1969 г. улица е кръстена Dolivostraße.

### Семейство
На 11 май 1887 г. Доливо-Доброволски се жени за 22-годишната гъркиня от Одеса Корнелия Тумба. Имат двама сина: на 23 май 1891 г. се ражда първият син, Дмитрий Доливо (1891 – 1961), а четири години по-късно, на 21 февруари 1895 г., вторият, Сергей Доливо (1895 – 1966). Развежда се през 1907 г., за да се ожени отново пет месеца по-късно за полякинята Hedwig Pallatschek (Jadwigą Polaczkówną), вдовица на художника Исаак ван Таак-Тракранен, от когото има двама сина.

## Изобретяване на трифазната система
През 1887 г. Емил Ратенау, основател на Deutsche Edison-Gesellschaft für angewandte Elektricität (по-късно AEG), му предлага позиция, след което Доливо-Доброволски остава свързан с тази компания до края на живота си. В AEG Доливо-Доброволски първоначално полага усилия за по-нататъшно усъвършенстване на технологията за постоянен ток. В края на краищата AEG води началото си от дъщерно дружество на Томас Едисън, а Едисън, подобно на Вернер фон Сименс, разчита изцяло на постоянен ток. По това време променливият ток постепенно привлича вниманието на техниците и инженерите от Ganz в Будапеща и през 1885 г. проектират първия трансформатор в днешния смисъл на думата. AC технологията обаче изисква допълнително оборудване, особено надеждни и самостартиращи се двигатели; Теорията за променливия ток също е все още недоразвита. Преди Доливо-Доброволски италианецът Галилео Ферарис обръща внимание на променливия ток. През 1885 г. той изобретява първия променливотоков двигател. След него немският инженер Фридрих Август Хазелвандер разработва първия променливотоков трифазен синхронен генератор в Европа, който произвежда около 2,8 kW при 960 об./мин., съответстващи на честота от 32 Hz. Машината има неподвижна, пръстеновидна, трифазна котва и въртящ се „магнит с вътрешен полюс“ с четири навити изпъкнали полюса, които осигуряват въртящото се поле. Заявката за патент е подадена през юли 1887 г. Първият променливотоков 3-фазен синхронен генератор влиза в експлоатация през октомври 1887 г.
Независимо от тези събития, през 1888 г. в AEG е намерено далновидно решение. В резултат на проби с различни схеми на намотки, ученият прави отклонения (изводи) от три еднакво разположени точки на котвите на машини за постоянен ток. Така се получават токове с фазова разлика от 120°. По този начин е открита свързана трифазна система, чиято отличителна черта е използването само на три проводника за пренос и разпределение на електроенергия. Той въвежда и термина трифазен ток. Съответният асинхронен двигател, изобретен от него, е първото функционално решение. Асинхронният двигател с кафезен ротор обаче има проблем, че имал малък въртящ момент при ниски скорости, например, при стартиране. Решението е двигател с фазов ротор, вариант на асинхронния двигател, при който късото съединение на ротора се прекъсва и се насочва навън през контактни пръстени. Чрез свързването на различни външни резистори Доливо-Доброволски успява през 1891 г. да покаже асинхронен двигател с голям стартов въртящ момент.
В началото на 1889 г. първите трифазни двигатели на AEG са въведени в експлоатация, а през следващата година те вече отдават 2 – 3 к.с. Доливо-Доброволски обръща внимание на доброто разпределение на намотките, малкото разсейване на силовите линии и на максимално възможното еднородно силово поле и постига удовлетворителен резултат. През 1891 г. той разработва също първия трифазен трансформатор за тази цел.

## Първият дистанционен пренос на електрическа енергия
AEG и швейцарският ѝ партньор Maschinenfabrik Oerlikon (MFO) имат всички компоненти за трифазна мрежа, но дотогава те са само в пробна експлоатация. По това време Оскар фон Милер прави изключително смелото предложение да представят трифазната система за пренос на ток от Лауфен до Франкфурт на Международната електротехническа изложба, планирана за 1891 г. във Франкфурт. Доливо-Доброволски и неговият главен партньор, швейцарският електроинженер Чарлз Е. Л. Браун реализират проекта в MFO: трифазен променливотоков генератор с мощност 300 к.с. на MFO трябва да се задвижва от водна турбина на циментовия завод в Лауфен ам Некар, като генерира напрежение от около 50 V с честота 40 Hz, трансформира се до 15 kV (по-късно 25 kV) и след това се предава през 175 km дълга въздушна линия до Франкфурт. Там се трансформира (понижава), за да задвижи асинхронен двигател от 100 к.с. и няколко малки трифазни мотора, както и около 1000 лампи с нажежаема жичка. Мощността на двигателите, които преди това са в тестова експлоатация, все още е само 2 до 3 к.с. Независимо от това централата е пусната в експлоатация вечерта на 24 август 1891 г. и тестова комисия установява, че 75% от енергията, генерирана в Лауфен, пристига във Франкфурт. Това доказва, че, от една страна, променливият ток е подходящ за широкомащабно обществено електроснабдяване, а от друга страна, че трифазните компоненти сега са със същото качество като тези на технологията за постоянен ток. Добрият имидж ефект от демонстрацията на Световното изложение най-накрая довежда до пробив на технологията на трифазния променлив ток. Смята се, че от този момент започва модерната електрификация. В Siemens и компанията на Томас Едисън обаче променливотоковите технологии бавно се възприемат, което позволява на AEG да се превърне в глобална компания. По-късно Доливо-Доброволски променя честотата от 40 Hz на 50 Hz, тъй като човешкото око усеща трептене на светлината при по-ниската честота.